# بخش بلاگاوی
بخش بلاگاوی (به انگلیسی: Belagavi District) یک منطقهٔ مسکونی در هند است که در Belgaum division واقع شده‌است. بخش بلاگاوی ۱۳٬۴۱۵ کیلومتر مربع مساحت و ۴٬۷۷۹٬۶۶۱ نفر جمعیت دارد.